# Gary Peaks
Die Gary Peaks sind zwei Berge im ostantarktischen Viktorialand. In der Explorers Range der Bowers Mountains bilden sie 6 km westsüdwestlich des Mount Hager die Nordwand des Sheehan-Gletschers.
Der United States Geological Survey kartierte sie anhand eigener Vermessungen und Luftaufnahmen der United States Navy aus den Jahren von 1960 bis 1965. Das Advisory Committee on Antarctic Names benannte sie 1970 nach Gary F. Martin, Mechaniker auf der Amundsen-Scott-Südpolstation im Jahr 1965.